# ديرك كارلسون
ديرك كارلسون (1 أبريل 1998 ببورتلاند في الولايات المتحدة - ) هو لاعب كرة قدم أمريكي ولوكسمبورغي في مركز الدفاع.

## وصلات خارجية
- ديرك كارلسون على موقع الاتحاد الأوربي (الإنجليزية)
- ديرك كارلسون على موقع قاعدة بيانات كرة القدم.إي يو (الإنجليزية)
- ديرك كارلسون على موقع ليكيب (الفرنسية)
- ديرك كارلسون على موقع ناشيونال فوتبول تيمز (الإنجليزية)
- ديرك كارلسون على موقع Soccerway.com (الإنجليزية)
- ديرك كارلسون على موقع عالم كرة القدم.نت (الإنجليزية)